# 保守民主黨人
保守民主党人（Conservative Democrat）是指民主党中支持美國保守主義的黨員。許多當選地方首長或議會議員的保守民主党人基本上都來自美國南部、农村地区、锈带以及美國中西部。
在1964年美国总统选举之前，民主黨和共和黨內部都有自由派、温和派和保守派，這些派別在两党內都具有影响力。在1964年之后，保守派在共和党中開始逐漸成為主流。
民主党內部，美國現代自由主義人士成為主流，1990年代時民主黨內的中间主义也形成了一定的規模，民主黨內的中间主义還與保守派人士共同發起蓝狗联盟。
21世紀以來，保守民主党人与洛克菲勒共和党都成為了政治少数派。

## 重要人物
- 喬·曼欽（無黨籍，前民主黨籍）
- 柯尔丝滕·西内马（無黨籍，前民主黨籍）